# اقیار
اقیار یک روستا در ایران است که در استان آذربایجان غربی واقع شده‌است.